# Patience Island
Patience Island ist eine Insel in der Narragansett Bay im US-Bundesstaat Rhode Island. Sie umfasst eine Fläche von knapp 0,9 km², die überwiegend mit Buschwerk und teilweise mit Bäumen bestanden ist.
Die keilförmige Insel ist unbewohnt, und auch mit keiner Fähre zu erreichen, jedoch öffentlich zugänglich. Von ca. 1650 bis zum Anfang des 20. Jahrhunderts wurde der größte Teil der Insel als Bauernhof genutzt. Die östliche Nachbarinsel Prudence Island ist weniger als 300 m entfernt. Die Verwaltung der Insel unterliegt dem US-amerikanischen National Estuarine Research Reserve System.